# Arvikakuriren
Arvikakuriren,  var en nykterhetstidning i format av en dagstidning, utgiven från 29 maj 1905 till 8 september 1905. Fullständiga titeln var Arvika-kuriren / Frisinnat nykterhetsorgan för västra Värmland.

## Historia
Tidningen var frisinnad som framgår redan av titeln. På redaktionen i Arvika satt redaktör Lennart O Nilsson. Han var byggmästare till yrket och var också ansvarig utgivare för tidningen. Nykterhetstidningen hade oregelbundet bilagor. Tidningen kom första månade bar ut den 29 maj. Under juni 2 gånger och från 7 juli till 8 september varje vecka fredagar.
Tryckeri  var J.M. Landers tryckeri i Arvika, senare benämnt J.M. Landers boktryckeri. Tidningens enda färg var svart och typsnittet antikva som sattes på stora satsytor 47-51cm x 36-37 cm. Tidningen bestod av ett vikt ark, alltså fyra sidor. Prenumeration för halvåret kostade 1,10 kronor. Enligt tidningen själv var upplagan 4000 exemplar.